# Borgo degli Albizzi

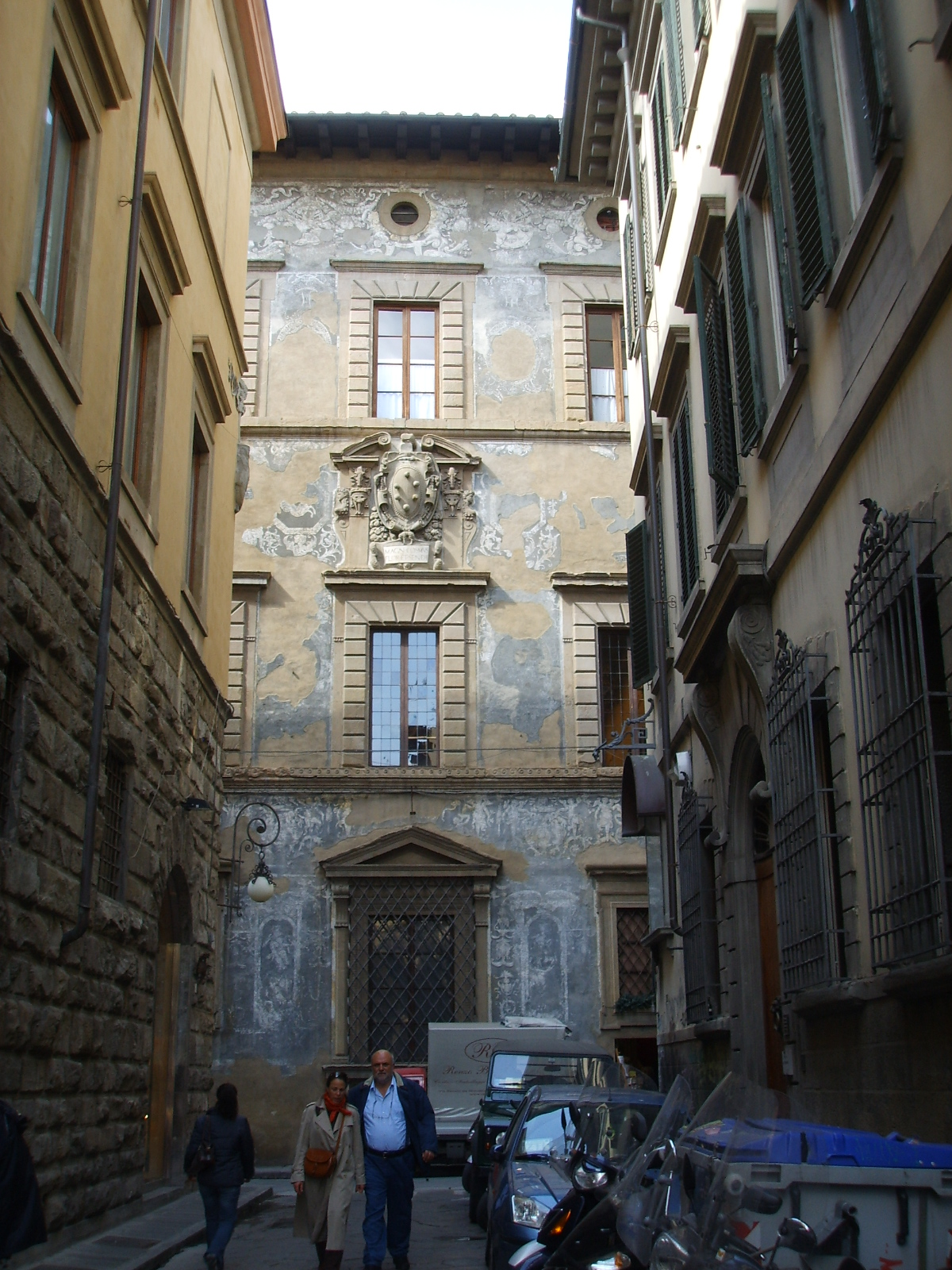
Palais Ramirez de Montalvo

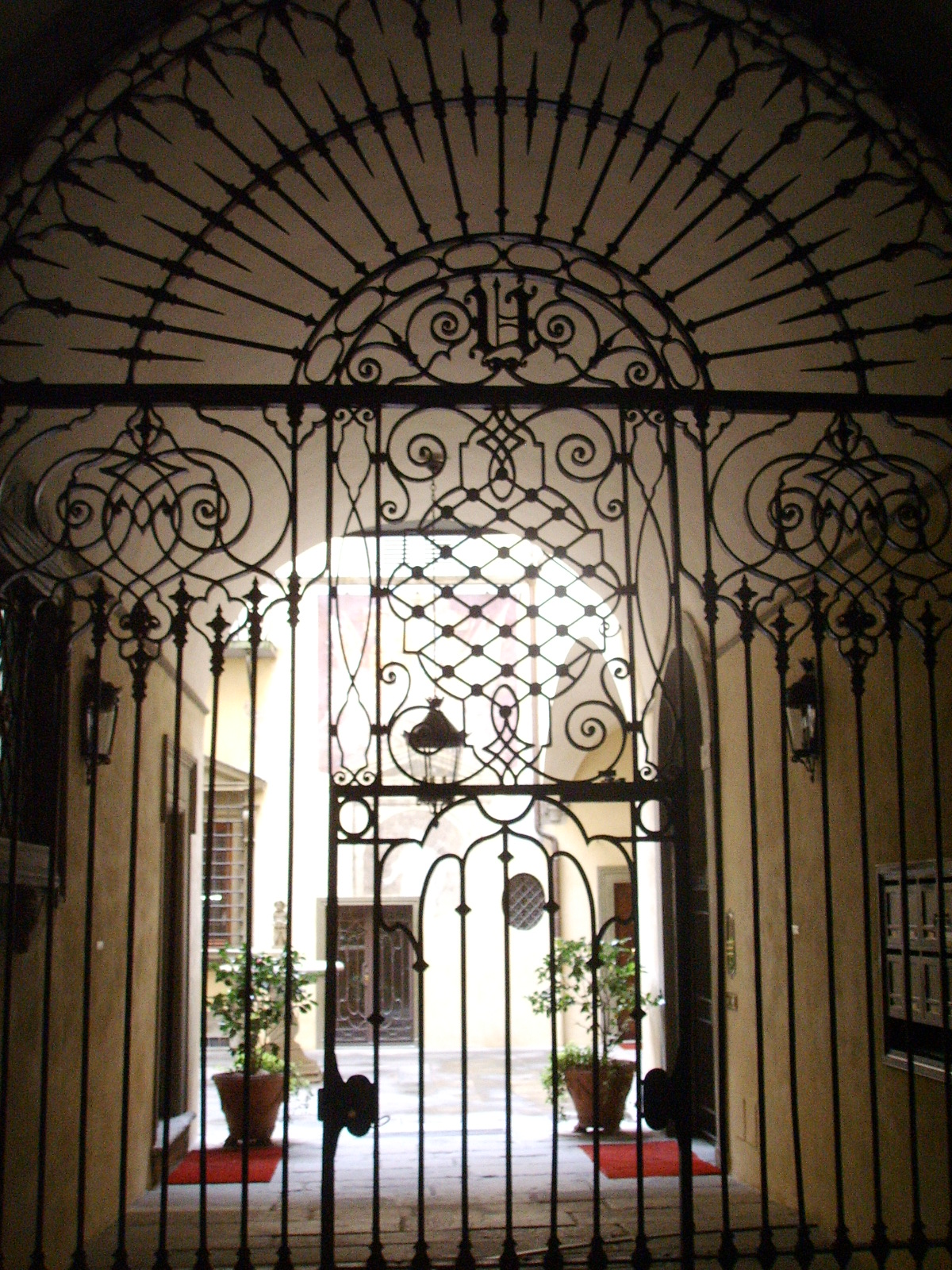
Palais Tanagli

Le Borgo degli Albizzi, ou Borgo degli Albizi, voire Borgo Albizi, est une rue du centre historique de Florence. Sa direction est est-ouest depuis  la via del Proconsolo rejoignant la via del Corso à place Salvemini en passant par place San Pier Maggiore. Par le passé, elle avait d'autres noms dont celui de via San Pier Maggiore.
Le nom de borgo suggère qu'il s'agissait d'une rue qui aboutissait à une porte antique où les derniers arrivés construisaient des édifices hors les murs tout au long de la rue.
La rue prend le nom de la noble famille florentine des Albizzi, qui possédaient de nombreux édifices (dont il reste encore la tour des Albizzi et le palais Albizzi).

## Description
La rue comporte de nombreux palais appartenant à de riches familles florentines.
À son arrivée sur  la via del Proconsolo, sur la gauche se trouve le palazzo Nonfinito, appartenant par le passé aux Strozzi, en face le palais Pazzi, lié à la conjuration des Pazzi.
À côté du palazzo Nonfinito se trouve le palais Pazzi dell'Accademia Colombaria, avec le blason des dauphins des Pazzi sur le tympan, puis le palais Ramirez da Montalvo, construit par Bartolomeo Ammannati sur commande d'Antonio Ramirez di Montalvo, de la cour de Cosme Ier. À côté se trouve la partie postérieure du palais de la Banque d'Italie.
Sur le même côté se trouve le palais Valori-Altoviti, dit aussi « Palazzo dei Visacci », occupé par le passé par Rinaldo degli Albizzi, les Guicciardini et les Valori. Sur le côté opposé se trouve le palais Valori (XVIe siècle).
Aux numéros 12 et 14 se trouvent d'autres maisons des Albizzi puis la tour des Albizi et le palais Filicaja (XIVe et XVIe siècles), le palais Valori-Bartolini, le palais Tanagli et le palais Alessandri.
Plus loin, le palais Donati englobe l'ancienne tour du Corso Donati, puis enfin la place San Pier Maggiore.

## Sources
- (it) Cet article est partiellement ou en totalité issu de l’article de Wikipédia en italien intitulé « Borgo Albizi » (voir la liste des auteurs).